# Septième diminuée

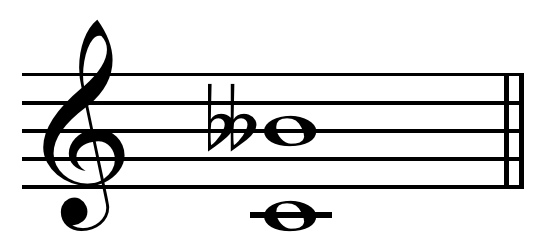
Une septième diminuée do-si double bémol.

En musique, une septième diminuée est une septième mineure diminuée d'un demi-ton, soit un intervalle de quatre tons et demi. Dans un tempérament égal à douze demi-tons (gamme tempérée), la septième diminuée est l'équivalent enharmonique de la sixte majeure.
Le renversement de la septième diminuée est une seconde augmentée, qui apparaît dans l'écriture des renversements d'accords de septième diminuée.

## Accord de septième diminuée
L'accord de septième diminuée est l'accord de septième, construit sur le septième degré (sensible) de la gamme mineure (gamme mineure harmonique). En Do mineur, il sera formé des notes Si, Ré, Fa et Lab. On peut donc le considérer comme un accord de neuvième de dominante (Sol Si Ré Fa Lab), privé de sa note fondamentale

## Résolution
Comportant deux quartes augmentées, la septième diminuée est un accord tendu qui demande une résolution. Bien qu'appartenant originellement au monde mineur, il est fréquemment emprunté par le mode majeur, et dans se cas se résout sur l'accord majeur.
Sa résolution est celle d'un accord de neuvième de dominante, avec trois mouvements obligés :
- Le septième degré (ici, Si) est la sensible du mode, dont la résolution monte sur la tonique (Do).
- La septième diminuée de l'accord (Lab) est la neuvième de l'accord de dominante, dont la résolution baisse sur l'octave de la dominante (Sol).
- La quinte de l'accord (Fa) est la sensible (septième) de l'accord de dominante, dont la résolution baisse normalement sur la tierce mineure (Mib) ou majeure (Mi). Cependant, dans l'enchaînement +6/5 → 6 en disposition large, où la basse monte sur la tierce, la septième peut monter conjointement pour doubler le sol sous-entendu dans l'accord initial :

La résolution fait parfois apparaître des quintes parallèles, qui dans ce cas sont considérées comme tolérables, mais il est préférable d'éviter le cas où la deuxième quinte est juste (la première étant toujours diminuée).
La neuvième a souvent une résolution anticipée, et baisse d'un demi-ton avant la résolution. L'accord se transforme alors en septième de dominante classique, dont la note ayant fait mouvement forme la fondamentale ; et ce nouvel accord sera à son tour l'objet d'une résolution dans la tonalité précédente : la note qui baisse de manière anticipée devient la dominante du nouveau mode. En revanche, lorsque la septième de l'accord monte simultanément d'un ton, l'accord se transforme en accord parfait, qui n'a pas besoin de résolution : la note qui baisse de manière anticipée devient la tonique du nouveau mode.

## Équivoques tonales
L'accord de septième diminuée est fréquemment utilisé pour son ambiguïté et les équivoques tonales qu'il autorise. L'accord est formé par des tierces mineures successives, il n'a donc de renversements que dans l'écriture, puisque les notes sont enharmoniques d'un renversement à l'autre : le renversement d'une septième diminuée est une seconde augmentée, enharmonique d'une tierce mineure : le renversement est l'équivalent d'une transposition. Ses quatre positions étant enharmoniques, il n'y a fondamentalement que trois accords différents de septième diminuée.
Parce qu’il peut s'entendre comme quatre accords différents, il appartient à quatre tonalités.
Il peut donc en réalité se résoudre sur le demi-ton supérieur de l'une quelconque de ses notes, dans un mode majeur ou mineur, ce qui conduit à huit résolutions possibles.
Il constitue ainsi un passage unique entre ces tons : partant par exemple d'un ton de Do, il peut se résoudre sur des tonalités de Mib, Solb ou La.
On peut de plus enchaîner deux ou trois septièmes diminuées, et finalement moduler dans n'importe quelle tonalité, à partir de n'importe quelle tonalité.
En revanche, sa bonne résolution dépend formellement de son écriture, la seconde augmentée de l'accord de septième diminué étant à mouvement obligé : sa note supérieure monte d'un demi-ton pour former la tonique de l'accord d'arrivée, et sa note inférieure baisse d'un demi-ton vers la quinte de cet accord. Il est donc important de le noter soigneusement, en fonction de la tonalité vers laquelle il va se résoudre.